# سيف الأمازون الغديدي
سيف الأمازون الغديدي (الاسم العلمي:Echinodorus glandulosus) هو نوع من النباتات يتبع جنس سيف الأمازون من الفصيلة المزمارية.